# ISO 3166-2:NE
Kódy ISO 3166-2 pro Niger identifikují 7 regionů a hlavní město (stav v roce 2015). První část (NE) je mezinárodní kód pro Niger, druhá část sestává z jednoho písmene identifikujícího region.

## Seznam kódů
```
NE-1 Agadez
NE-2 Daffa
NE-3 Dosso
NE-4 Maradi
NE-5 Tahoua
NE-6 Tillabéry
NE-7 Zinder
NE-8 město Niamey
```